# シアターGOLD
シアターGOLD（シアターゴールド）は、2011年4月13日から同年9月21日まで、テレビ東京系列で、毎週水曜日の21:00 - 21:54（JST）に放送されたテレビドラマの放送枠名である。

## 概要
2001年1月から『水曜女と愛とミステリー』の開始以降、『水曜ミステリー9』、『水曜シアター9』と2時間枠が続けられてきた。
2010年10月改編により、9年9か月ぶりに枠が1時間ごとに分割され、同時間帯には料理バラエティ『料理の怪人』が開始した。
2011年2月2日にテレビ東京が、アメリカのテレビドラマ『24 -TWENTY FOUR-』のシーズン8（ファイナルシーズン）の放映権を獲得したことにより、同年2月9日放送分で『料理の怪人』が終了した。
前番組までは2時間ドラマ・映画・バラエティ番組だったこともあり、20時台で放送されている紀行・旅番組『いい旅・夢気分』が、改編期問わず2時間または3時間のスペシャル版を放送し頻繁に休止していた。しかし本番組でテレビドラマ枠になったこともあり、極力放送の休止は避け、時折22時台の『やりすぎコージー』と交互に2時間スペシャル（この時には2話分を連続で放送）を放送することもあった。

### 東日本大震災発生の影響
上記の2011年4月13日から、『24 -TWENTY FOUR-』のファイナルシーズンを放映する予定であったが、同年3月11日に発生した東北地方太平洋沖地震（東日本大震災）および福島第一原子力発電所事故に配慮する形で、ファイナルシーズンの放送を延期、シーズン5を代替放送することになった。

### わずか半年で終了
2011年10月改編において、同年10月5日から『水曜ミステリー9』が2年半ぶりに復活することになったため、同年9月21日をもって終了、結局当初の放送予定であった『24 -TWENTY FOUR-』のファイナルシーズンは放送されぬまま、本枠はたったの1作品しか放送せずに半年で廃枠という結果となった。

## 放送作品
24 -TWENTY FOUR-シーズン5
- 制作：イマジンエンターテイメント・フォックス放送
- 放送期間：4月13日 - 9月21日
- 出演：キーファー・サザーランド ほか

## ネット局
| 放送対象地域   | 放送局                | 系列           | 放送時間           | 備考       |
| -------------- | --------------------- | -------------- | ------------------ | ---------- |
| 関東広域圏     | テレビ東京（TX）      | テレビ東京系列 | 水曜 21:00 - 21:54 | 番組制作局 |
| 北海道         | テレビ北海道（TVh）   | テレビ東京系列 | 水曜 21:00 - 21:54 | 同時ネット |
| 愛知県         | テレビ愛知（TVA）     | テレビ東京系列 | 水曜 21:00 - 21:54 | 同時ネット |
| 大阪府         | テレビ大阪（TVO）     | テレビ東京系列 | 水曜 21:00 - 21:54 | 同時ネット |
| 岡山県・香川県 | テレビせとうち（TSC） | テレビ東京系列 | 水曜 21:00 - 21:54 | 同時ネット |
| 福岡県         | TVQ九州放送（TVQ）    | テレビ東京系列 | 水曜 21:00 - 21:54 | 同時ネット |
| 岐阜県         | 岐阜放送（GBS）       | 独立UHF局      | 水曜 21:00 - 21:54 | 同時ネット |
| 奈良県         | 奈良テレビ（TVN）     | 独立UHF局      | 水曜 21:00 - 21:54 | 同時ネット |
| 和歌山県       | テレビ和歌山（WTV）   | 独立UHF局      | 水曜 21:00 - 21:54 | 同時ネット |